# Stepan Stepanowitsch Pimenow

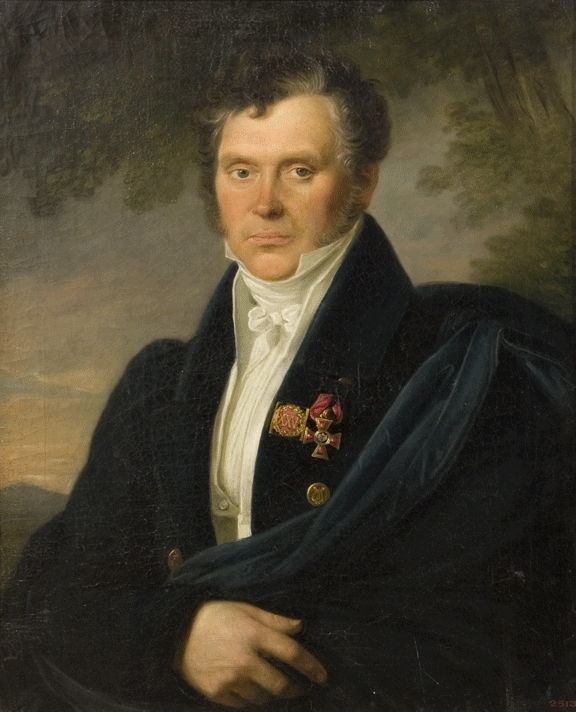
Stepan Stepanowitsch Pimenow (Selbstporträt, 1830er Jahre, Museum der Russischen Kunstakademie)

Stepan Stepanowitsch Pimenow (russisch Степан Степанович Пименов; * 4. Januarjul. / 15. Januar 1784greg. in St. Petersburg; † 22. Märzjul. / 3. April 1833greg. ebenda) war ein russischer Bildhauer des Klassizismus und Hochschullehrer.

## Leben
Pimenow, Sohn des Gouvernementssekretärs Stepan Afanassjewitsch Pimenow, studierte 1795–1803 an der St. Petersburger Akademie der Künste bei Michail Iwanowitsch Koslowski und Iwan Prokofjewitsch Prokofjew. 1801 erhielt er seine erste Silbermedaille und 1802 seine erste Goldmedaille für ein Basrelief mit Jupiter und Mercurius, die als Pilger Philemon und Baucis besuchen. Im Herbst 1803 folgte die Große Goldmedaille für sein Programm zur Tötung der beiden Waräger-Christen, die sich weigerten, Perun anzubeten. Pimenow schloss das Studium mit einem Zeugnis erster Klasse, einem Degen und dem Titel Künstler der 14. Klasse ab.
Pimenow lehrte Bildhauerei ab 1809 an der Akademie der Künste (ab 1814 als Professor) bis 1830. Gleichzeitig leitete er die Skulpturenabteilung der Kaiserlichen Porzellanmanufaktur St. Petersburg, in der nach seinen Modellen Vasen, Geschirr und Statuetten hergestellt wurden. 1815 schuf er für die von Andrejan Dmitrijewitsch Sacharow gebaute Admiralität 16 Statuen für den Turm, die Hauptfassade und die Pavillons an der Uferseite. 1819–1820 fertigten Pimenow, Iwan Petrowitsch Martos, Wassili Iwanowitsch Demut-Malinowski und Prokofjew Gips-Basreliefs für das Deckengewölbe der neuen gusseisernen Treppe der Akademie der Künste an. Pimenows Basrelief stellte die Malerei dar.
Pimenow hatte eine Tochter und zwei Söhne. Der älteste Sohn Nikolai wurde ebenfalls Bildhauer.
Pimenow wurde in St. Petersburg auf dem Smolensker Friedhof begraben. 1936 wurde er in die Nekropole der Meister der Künste auf den Tichwiner Friedhof am Alexander-Newski-Kloster umgebettet.

## Werke

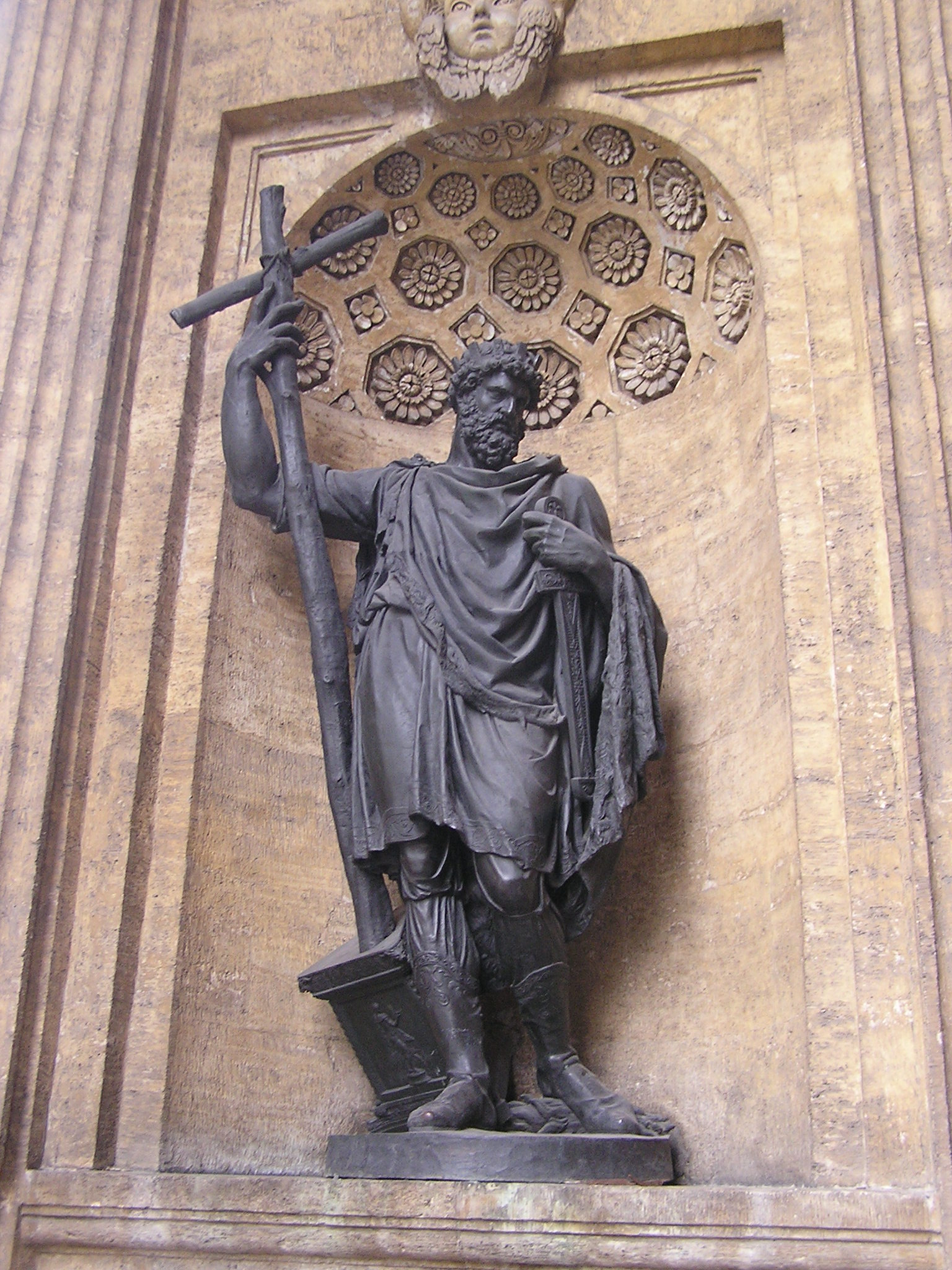
Apostelgleicher Wladimir (1807), Kasaner Kathedrale, St. Petersburg
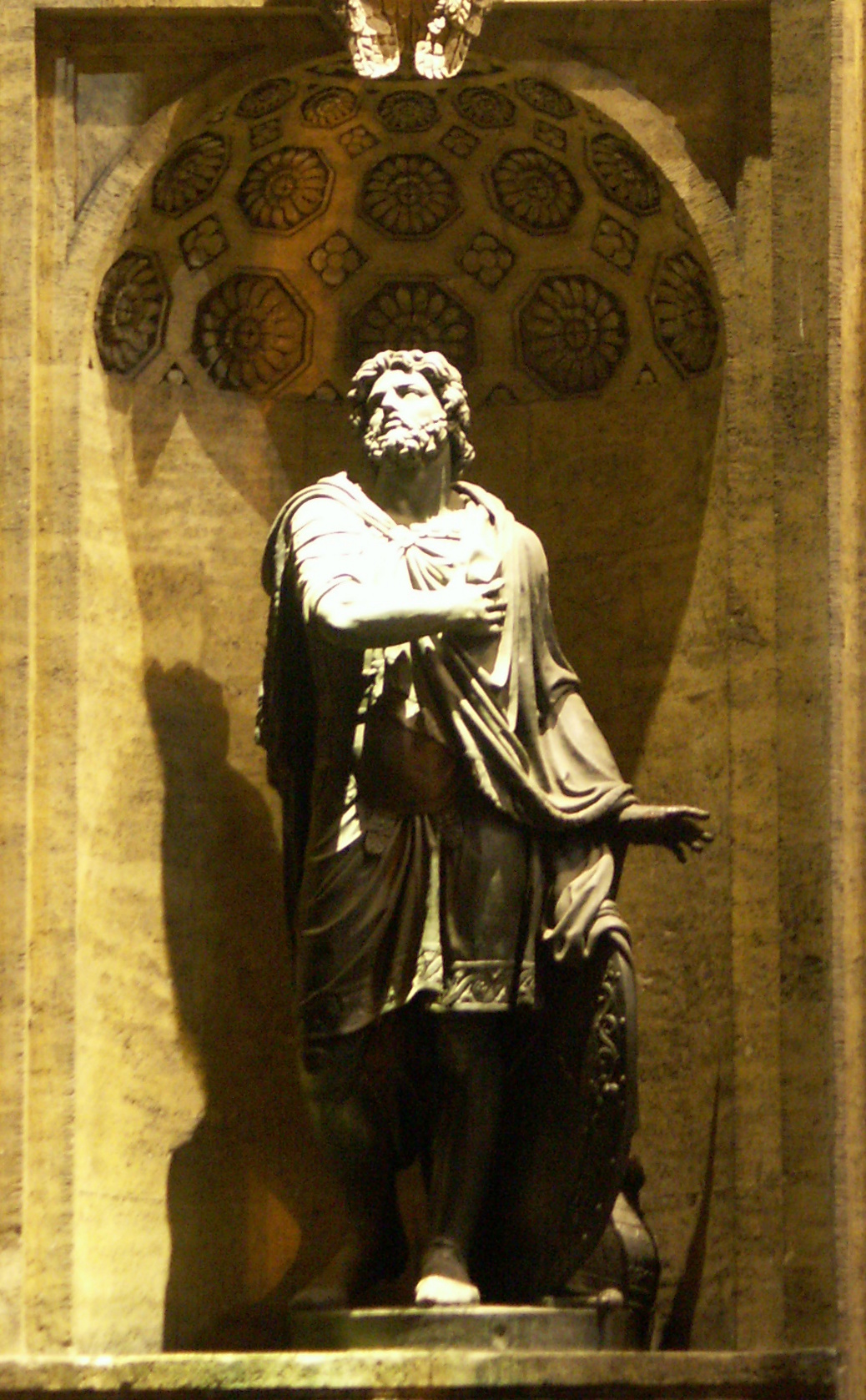
Alexander Newski (1811), Kasaner Kathedrale, St. Petersburg
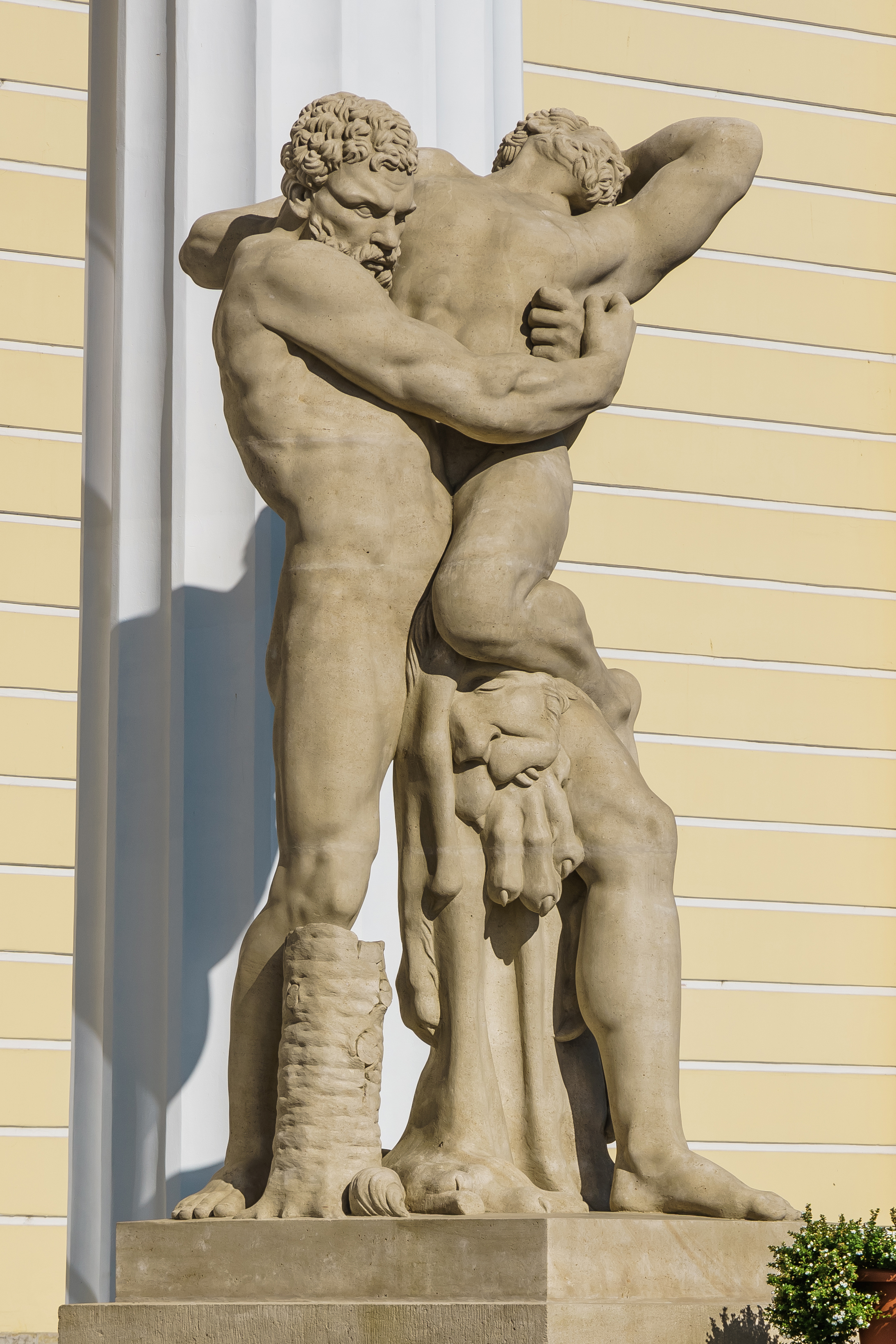
Herakles und Antaios (1811), Eingang der Staatlichen Bergbau-Universität Sankt Petersburg
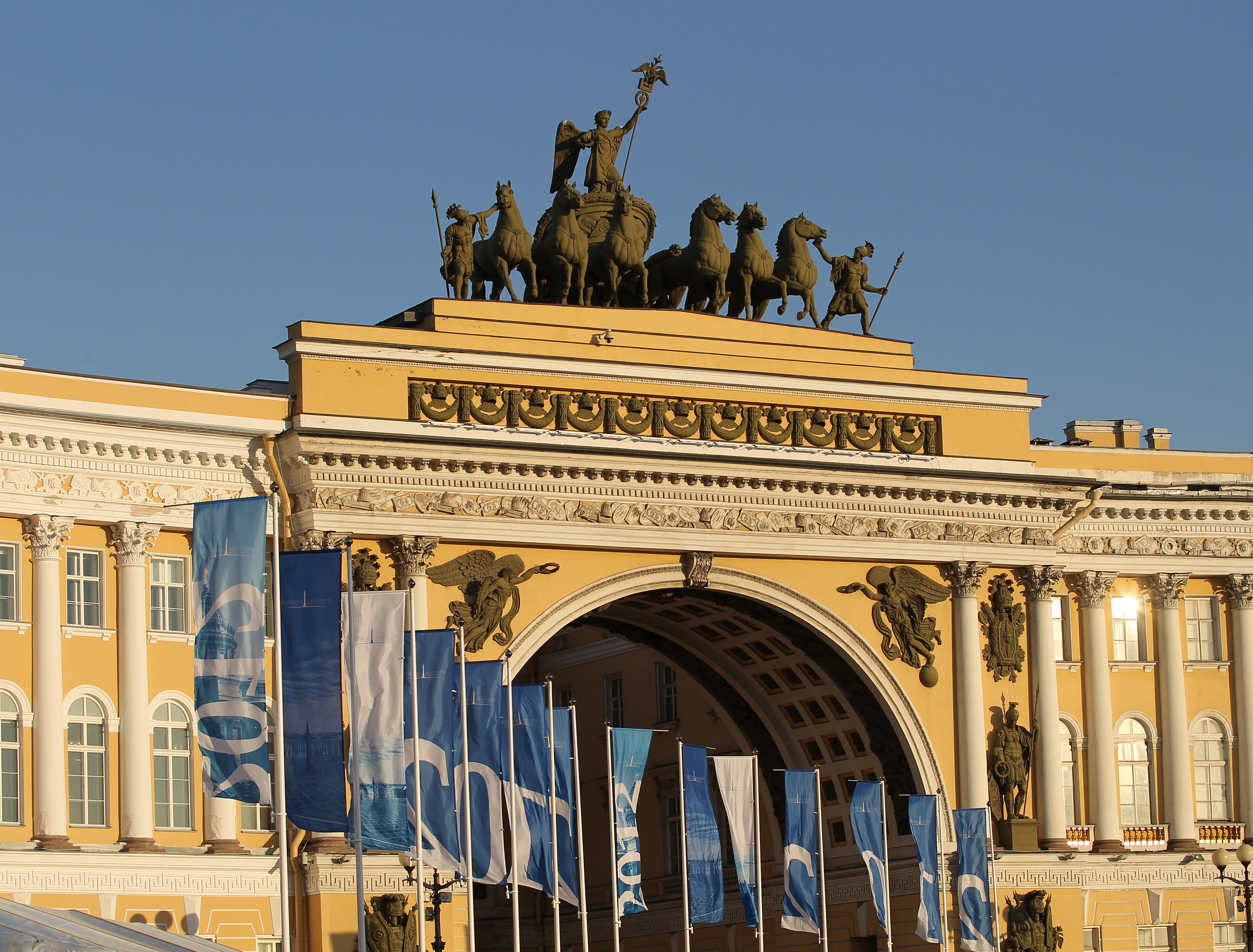
Quadriga (1827–1828) auf dem Torbogen des Generalstabsgebäudes, St. Petersburg
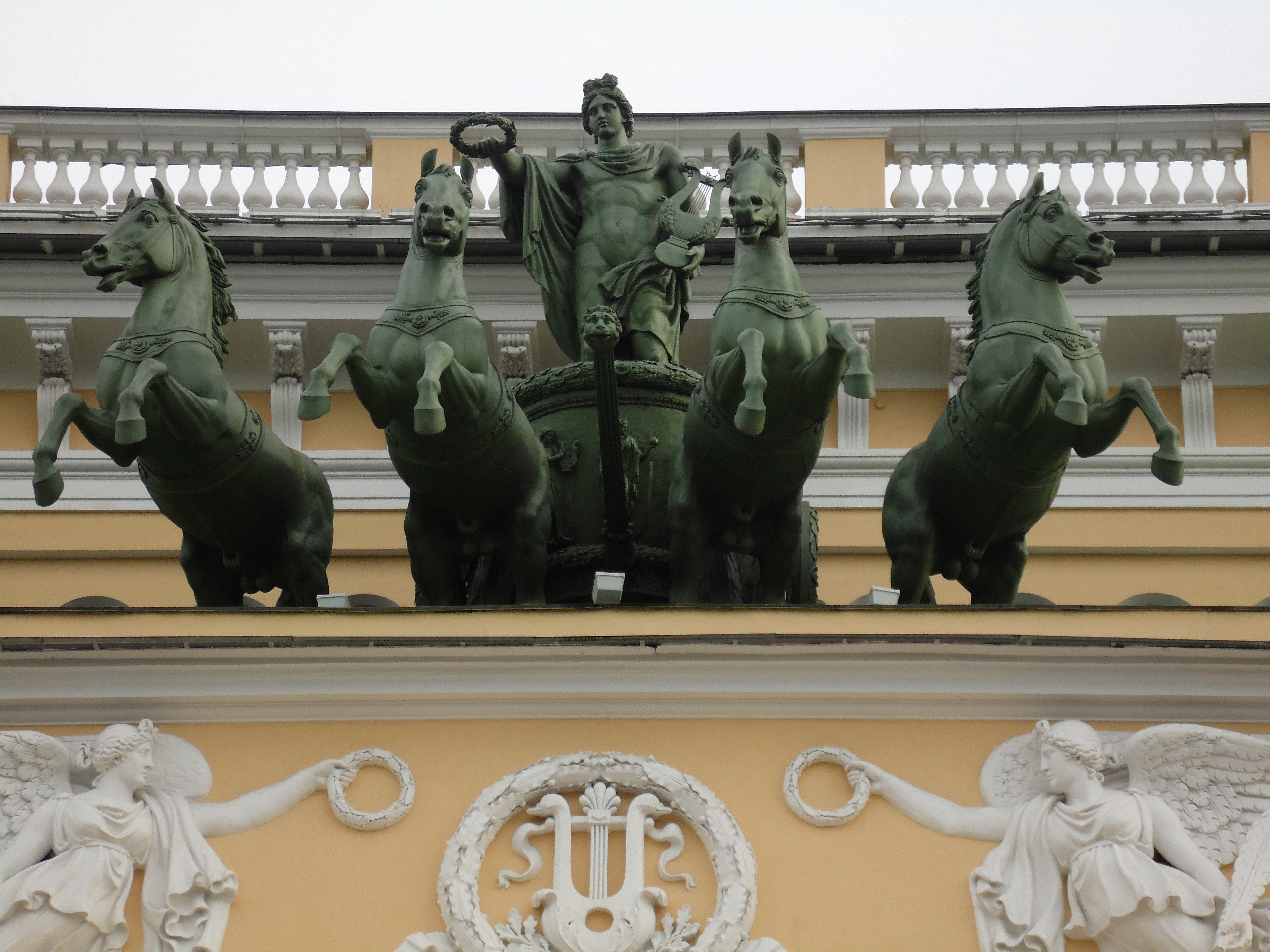
Apollons Quadriga (1831–1832), Alexandrinski-Theater, St. Petersburg